# Atbara (rzeka)
Atbara – rzeka w Afryce drugi pod względem długości dopływ Nilu zaraz po Nilu Błękitnym, płynąca przez terytorium Etiopii i Sudanu.
Rzeka ma źródła na Wyżynie Abisyńskiej, na północ od Jeziora Tana, następnie płynie na zachód i północny zachód przez terytorium północno-wschodniego Sudanu. Uchodzi do Nilu w mieście Atbara.
Najważniejsze dopływy:
- Takaze